# Steve Cowper
Steve Camberling Cowper, född 21 augusti 1938 i Petersburg, Virginia, är en amerikansk demokratisk politiker. 
Han var den 7:e guvernören i delstaten Alaska 1 december 1986 - 2 december 1990. Han var ledamot av Alaska House of Representatives, underhuset i delstatens lagstiftande församling, innan han blev guvernör.